# CD Luis Ángel Firpo
Club Deportivo Luis Angel Firpo oder einfach Firpo ist ein Fußballverein aus Usulután, El Salvador und spielt in der Primera División de Fútbol Profesional, der höchsten Fußballliga des Landes.

## Geschichte
C.D. LA Firpo ist der älteste Fußballverein in El Salvador. Der Club wurde am 17. September 1923 von einer Gruppe von Bürger der Stadt gegründet. Ursprünglich hieß der Verein Tecún Umán, wurde aber bald umbenannt zu Ehren von Luis Angel Firpo, einem berühmten argentinische Boxer, welcher der erste Schwergewichtschampion Lateinamerikas war.
Das Team gewann bislang achtmal den Meistertitel. 
Die Mannschaft nahm 2008 an der Erstauflage der CONCACAF Champions League teil, schied aber in der Hauptrunde als drittplatzierte der Gruppe B aus.

## Erfolge
- Meisterschaft Primera División: 9

1988–89, 1990–91, 1991–92, 1992–93, 1997–98, 1999 Clausura, 2000 Clausura, Apertura 2007, Clausura 2008.

## Trainerhistorie
- 2005: Saúl Rivero

## Bekannte Spieler
- Raúl Díaz Arce